# أبوسوم فأر مشعر أبيض المنقار
أبوسوم فأر مشعر أبيض المنقار (الاسم العلمي:Marmosa constantiae)، هو نوع من الأبوسوم يتواجد في الغابات الرطبة في شرق بوليفيا، دولة البرازيل ماتو غروسو، وشمال غرب الأرجنتين.